# Drapeau de la république fédérative socialiste de Yougoslavie
Le drapeau de la république fédérative socialiste de Yougoslavie est le drapeau qui a accompagné cet État depuis sa création jusqu'à sa disparition.

Drapeau de l'Armée de libération nationale et détachements de partisans de Yougoslavie puis de la république fédérative populaire de Yougoslavie jusqu'en 1946.

Drapeau de la Ligue des communistes de Yougoslavie.

## Description
Le drapeau consistait en trois bandes horizontales portant les couleurs panslaves : bleu en haut, blanc au milieu et rouge en bas. Il arborait en son centre une étoile rouge, symbole du communisme, bordée de jaune.
Il fut créé pendant la Seconde Guerre mondiale en remplaçant les armoiries royales du drapeau du royaume de Yougoslavie d'avant guerre par l'étoile rouge. Après la guerre, sa forme définitive fut établie en élargissant l'étoile et en lui ajoutant un liseré jaune.

## Républiques
La RFS de Yougoslavie étant une fédération, son drapeau était d'ordinaire accompagné dans les bâtiments officiels par celui de la République dans lequel il était situé et celui de la ligue des communistes. En conséquence, certains bâtiments de l'ancienne Yougoslavie possèdent toujours un porte-drapeau à trois branches.

Bosnie-Herzégovine
Croatie
Macédoine
Monténégro
Serbie
Slovénie

Ces drapeaux étaient basés sur des drapeaux historiques des nations constitutives de la Yougoslavie, qui utilisaient principalement les couleurs panslaves. Ils étaient tous adjoints d'une étoile rouge. Les drapeaux bosniens et macédoniens ne suivaient pas exactement ce principe : le drapeau de la république de Macédoine était nouvellement créé et était formé d'un simple drapeau rouge possédant l'étoile rouge soulignée de jaune. Pour la Bosnie-Herzégovine, du fait de ses différents nationalités, il s'agissait d'un drapeau rouge emblasonné d'un drapeau yougoslave dans le coin supérieur gauche.

## Pavillons

Pavillon civil et d’État de la république fédérative socialiste de Yougoslavie (proportions 2:3).
Pavillon de la marine militaire yougoslave
Pavillon de beaupré de la Marine militaire yougoslave